# اشکنان (قلعه)
در بخش اشکنان که در شرق لامرد قرار دارد، آثار قلعه‌ای از دوره قاجاریه به نام قلعهٔ اشکنان دیده می‌شود. مصالح به کار رفته در این قلعه خشت، سنگ و آهک است. در میان قلعه، عمارتی کلاه فرنگی قرار دارد.